# St. Salvator (Schrobenhausen)

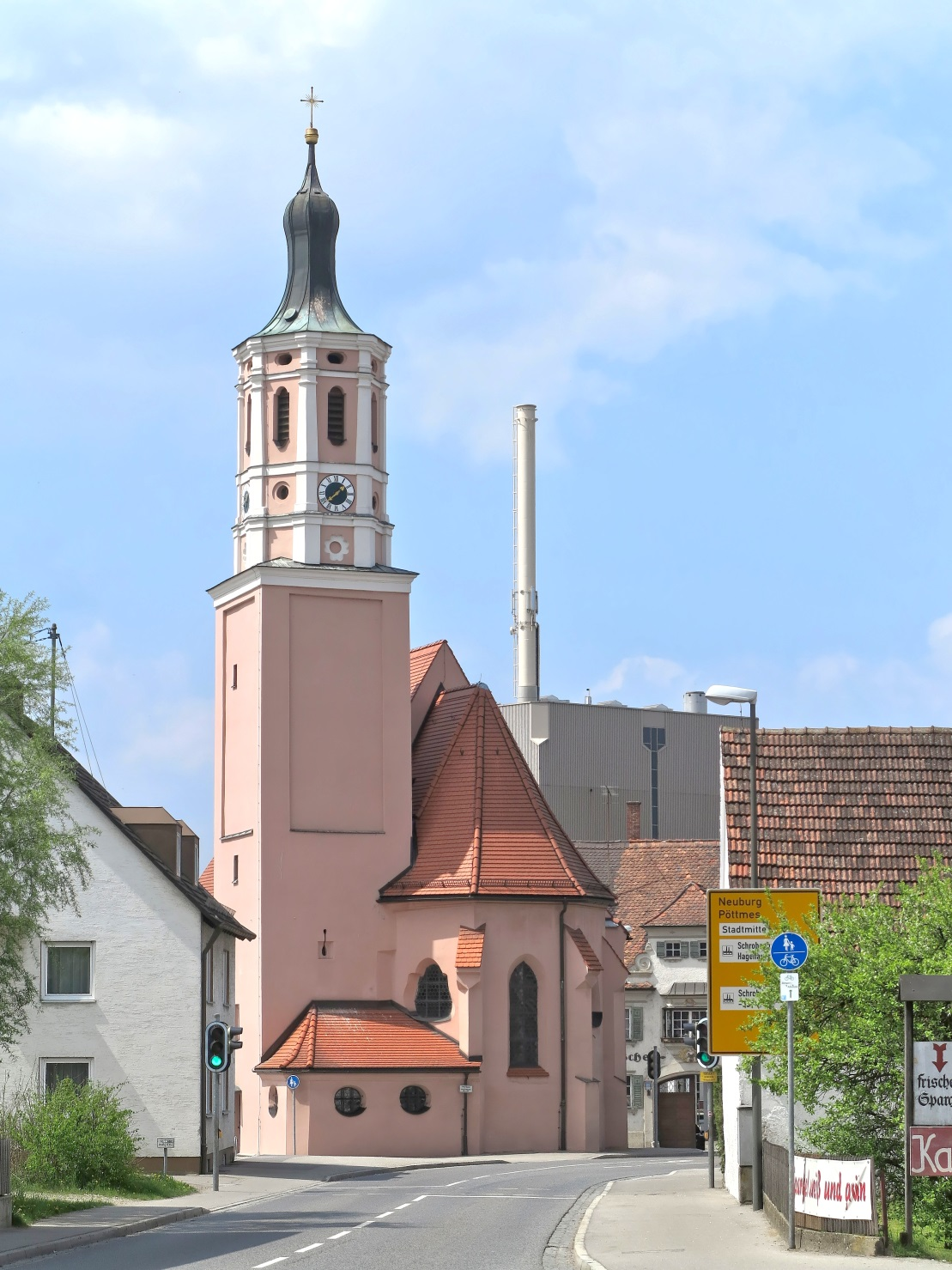
St. Salvator in Schrobenhausen

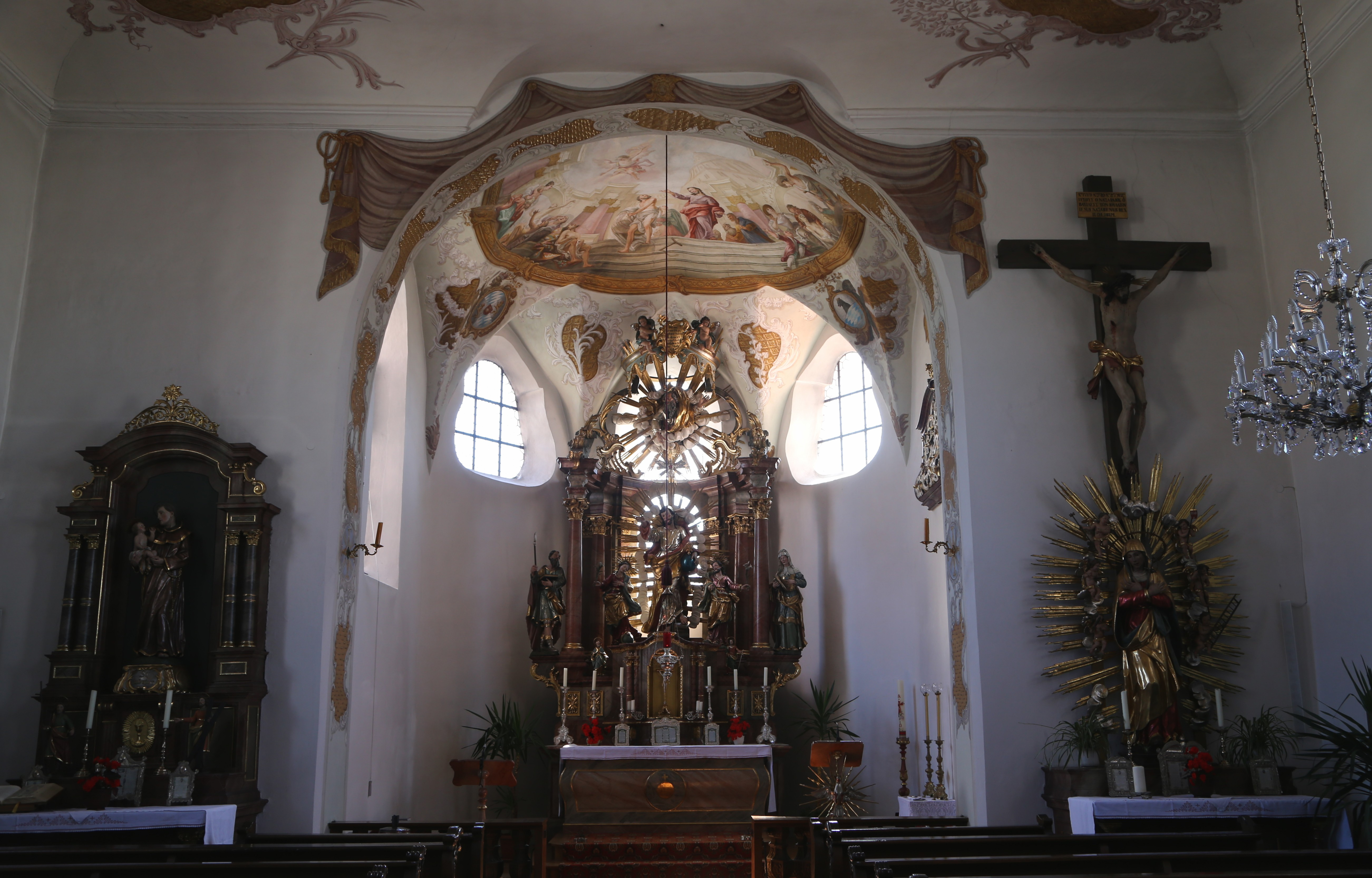
Innenansicht

Die römisch-katholische Filialkirche St. Salvator steht in Schrobenhausen, einer Stadt im oberbayerischen Landkreis Neuburg-Schrobenhausen. Sie ist in der Liste der Baudenkmäler in Schrobenhausen als Baudenkmal unter der Nr. D-1-85-158-2 eingetragen. Die Kirche gehört zum Dekanat Neuburg-Schrobenhausen im Bistum Augsburg.

## Beschreibung
Die barocke Saalkirche wurde um 1650 erbaut. Sie besteht aus dem Langhaus, dem vom Vorgängerbau von 1437 stammenden eingezogenen, dreiseitig geschlossenen und von Strebepfeilern gestützten Chor im Osten sowie dem Chorflankenturm auf quadratischem Grundriss an der Südwand des Chors. Sein oberstes, an den acht Eckem mit Pilastern gegliedertes Geschoss enthält die Turmuhr und den Glockenstuhl. Darauf sitzt eine geschwungene Haube. 
Der Innenraum des Langhauses ist mit einer Flachdecke überspannt, der des Chors mit einem Stichkappengewölbe. Die Fresken hat 1760 Ignaz Baldauf eingebracht. Der im frühen 18. Jahrhundert gebaute Hochaltar wurde um 1760 verändert.